# Barro Preto
Barro Preto es un municipio brasileño del estado de Bahía. Su población estimada en 2004 era de 7.576 habitantes.

## Datos estadísticos
En el año 2000, Barro Preto poseía los siguientes indicadores (fuente:IBGE):
- Población total: 8602 habitantes.
- Población urbana: 5159 habitantes.
- Población rural: 3443 habitantes.
- Tasa de urbanización: 59,97%
- Densidad demográfica: 71 hab/km²

La ciudad tiene dos municipios vecinos: al norte y al este, Itajuípe; al sur y oeste, Itabuna. Está localizada en la Microrregión de Ilhéus-Itabuna.